# Изабелла Кастильская (королева Арагона)
Изабе́лла Касти́льская (исп. Isabel de Castilla; итал. Isabella di Castiglia, брет. Izabel Kastilha; 1283, Тора, королевство Леон — 24 июля 1328, Билье, герцогство Бретань) — кастильская принцесса из Бургундского дома, дочь Санчо IV, короля Кастилии и Леона; в замужестве первым браком — королева Арагона, Валенсии и Сицилии, графиня Барселоны, вторым браком — герцогиня Бретани и виконтесса Лиможа.

## Биография

### Происхождение
Инфанта донья Изабелла Кастильская родилась в 1283 году в городе Торо. Она была старшей дочерью Санчо IV Храброго, короля Кастилии и Леона, и королевы Марии де Молина, сеньоры де Молина. Оба родителя происходили из Бургундской ветви дома Анскаридов. По линии отца инфанта приходилась внучкой Альфонсо X Мудрому, королю Кастилии и Леона и Виоланте, инфанте Арагонской из Барселонского дома.  По линии матери она была внучкой Альфонсо, инфанта Леонского и Кастильского, сеньора де Молина, и сеньоры Майор де Менезес. Изабелла Кастильская была правнучкой трёх королей: Фернандо III Святого, короля Кастилии, Хайме I Завоевателя, короля Арагона и Альфонсо IX Мокробородого, короля Леона; при этом один из её прадедов приходился отцом другому, то есть был прадедом и прапрадедом одновременно.
Вскоре после рождения она была помолвлена с двоюродным братом Альфонсо де ла Серда (1270 — 15.4.1327) — сыном Фернандо, по прозванию «де ла Серда» («Щетинистый»), инфанта Кастильского и Леонского, и Бланки Французской. Жених Изабеллы был претендентом на трон кастильского королевства, и предстоящая свадьба должна была положить конец борьбе между двумя ветвями династии, но этого не произошло. В 1290 году Альфонсо де ла Серда женился на Матильде де Бриенн, дочери Жана II де Бриенна, графа д’Э, и Беатрисы де Шатильон.

### Первый брак
1 декабря 1291 (или 1293) года в Сории инфанта донья Изабелла Кастильская была выдана замуж за короля Хайме II Справедливого (10.8.1267 — 2.11.1327) из Барселонского дома, второго сына короля Педро III Великого и королевы Констанции Сицилийской. В этом браке Изабелла получила титулы королевы Сицилии, Арагона, Валенсии и графини Барселоны. Учитывая юный возраст невесты, консуммацию брака отложили до её совершеннолетия.
25 апреля 1295 года умер король Санчо IV, и в стране началась борьба между претендентами за трон королевства. После смерти отца Изабеллы её муж отказался от консуммации брака. По просьбе Хайме II в августе 1295 года римский папа Бонифаций VIII аннулировал его брачный союз, указав причиной близкое родство между супругами, которые приходились друг другу троюродными братом и сестрой. В том же году Хайме II сочетался браком с Бланкой Анжуйской из Анжу-Сицилийского дома, дочерью Карло II, короля Неаполя, и Марии Венгерской.

### Второй брак
21 июня 1310 года римский папа Климент V, ввиду отсутствия близкого родства, разрешил брак инфанты доньи Изабеллы Кастильской и Жана (8.3.1286 — 30.4.1341), наследного принца Бретани из дома де Дрё, сына Артура II, герцога Бретани, и Марии Лиможской. В том же году в Бургосе состоялась церемония бракосочетания. Для обоих супругов это был второй брак. Первым браком наследный принц был женат на Изабелле Французской (1292 — 1309) из дома Валуа, дочери Карла, графа де Валуа, и Маргариты Анжуйской.
27 августа 1312 года супруг Изабеллы стал герцогом Бретани под именем Жана III Доброго. Вслед за мужем она получила титулы герцогини Бретани и виконтессы Лиможа; последний титул носила в 1312 — 1314 и 1317 — 1328 годах. В 1312 — 1314 годах также владела титулом сеньоры Гвадалахары. Изабелла умерла 24 июля 1328 года и была похоронена в аббатстве Приер в Билье. Её брак с Жаном III был бездетным. После смерти второй жены герцог в третий раз сочетался браком с Жанной Савойской (1310 — 29.6.1344) из Савойского дома, дочерью Эдуарда I, графа Савойи, и Бланки Бургундской, но и в этом его браке, как в двух предыдущих, не было потомства.